# Jacob Grandison
Jacob Alexander Grandison (San Francisco, 2 aprile 1998) è un cestista statunitense con cittadinanza finlandese.

## Carriera

### Nazionale
In possesso della cittadinanza finlandese grazie alle origini materne, nel 2023 è stato convocato dalla nazionale scandinava per il Mondiale.